# Jaap Hiddink
Jacobus Gerardus (Jaap) Hiddink (Nunspeet, 12 mei 1910 - aldaar, 25 juli 2000) was een Nederlandse kunstschilder.

## Leven en werk
Hiddink werd in 1910 te Nunspeet geboren als zoon van de winkelier Hermanus Christianus Hiddink en van Delia Henrica Beins. Na zijn middelbareschoolopleiding in Elburg ontbraken de middelen, mede vanwege het vroegtijdig overlijden van zijn vader, om verder te studeren. Hiddink bekwaamde zich door avondstudie op het gebied van de farmacie en de fotografie en dreef na zijn huwelijk, samen met zijn vrouw, een drogisterij annex fotozaak in Nunspeet. Daarnaast zag hij gelegenheid om zich te ontwikkelen als kunstschilder. Belangrijk voor zijn ontwikkeling waren de lessen van de Nunspeetse kunstschilder Jos Lussenburg. Ook een schilder als Ben Viegers beschouwde hij als een van zijn leermeesters. Daarnaast kreeg hij ook adviezen van Arthur Briët.  Als schilder, tekenaar, etser en pastellist maakte hij vooral dorpsgezichten, landschappen, portretten en figuurvoorstellingen. Hiddink was lid van de Noordveluwse kring van beeldend kunstenaars en van de Beroepsvereniging van Beeldende Kunstenaars (BBK). Hij heeft met name veel taferelen geschilderd van de Veluwe, maar ook van diverse voormalige Zuiderzeestadjes. Ook schilderde hij stadsgezichten en taferelen buiten deze gebieden. Zijn werk werd ook na zijn overlijden geëxposeerd onder meer in 2007 in Harderwijk tijdens de tentoonstelling Schilders op de Noordwest-Veluwe, in 2008 ter gelegenheid van het veertigjarig bestaan van de Nunspeetse Vrije Academie en in 2012 bij de jubileumexpositie vanwege het tienjarig bestaan van de Kunstkring Veluwe.
Hiddink was ook politiek actief. Hij behoorde tot de oprichters van de partij Gemeentebelang. Hij was elf jaar gemeenteraadslid. Gedurende zeven jaar van 1966 tot 1973 - vervulde hij tevens het wethouderschap. In deze periode richtte hij, samen met zijn kunstbroeder Cor Vrendenberg, de Nunspeetse Vrije Academie voor beeldende kunsten op.
Hiddink trouwde in 1932 met Henny Keppel. Hij overleed in juli 2000 op 90-jarige leeftijd in zijn woonplaats Nunspeet.